# Yeasayer
Yeasayer [ˈjeɪˌseɪəɹ] waren eine 2006 gegründete experimentelle US-amerikanische Rockband aus Brooklyn, New York. Sie selbst bezeichneten ihre Musik als „Middle-Eastern-Psych-Pop-Snap-Gospel“. Am 19. Dezember 2019 haben sie ihre Trennung bekanntgegeben.

## Entwicklung
Sänger Chris Keating und Gitarrist Anand Wilder stammen aus Baltimore, wo sie bereits vor ihrer College-Zeit zusammen Musik machten. Nachdem beide einige Jahre später nach New York gezogen waren, gründeten sie Anfang 2006 zusammen mit Wilders Cousin Ira Wolf Tuton und dem im Mai 2006 eingestiegenen Schlagzeuger Luke Fasano die Band Yeasayer. Schon bald nach Bandgründung wurden im Internet via Myspace erste Songs wie 2080 verbreitet.
Erste größere Aufmerksamkeit erregte die Band in den USA im März 2007 durch ihren Auftritt beim SXSW-Festival.
Das Debütalbum All Hour Cymbals erschien am 23. Oktober 2007 in den USA und am 16. November 2007 in Europa auf dem eigens gegründeten Label We Are Free.

## Musik

### Stil
Yeasayer mischen Musik aus verschiedenen Kulturkreisen. So finden sich in ihren Songs afrikanische Stammesgesänge und andere Folkloreanleihen. Verglichen werden sie mit Talk Talk, David Byrne und den Talking Heads. Sie selber nennen Leonard Cohen, Phil Collins, Cyndi Lauper und Prince als Einflüsse.

### Instrumente
Yeasayer treten in der klassischen Rockband-Besetzung Gesang/Keyboards, Gitarre, Bass und Schlagzeug auf. Nach eigener Aussage komponieren sie ihre Musik am Computer. Die auf dem Album All Hour Cymbals zu hörenden Chöre werden von der New Yorker Band Suckers beigesteuert.

### Kritikerstimmen
Der Musikkritiker Thomas Weiland schrieb „Eine Neo-Hippie-Kommune, die mit Psychedelia, World Music, Pop und elektronischer Musik gleichzeitig hantiert und daraus überraschende Songs destilliert, hat es so noch nicht gegeben.“

## Diskografie

### Alben
- 2007: All Hour Cymbals (We Are Free, Cargo Records)
- 2010: Odd Blood (We Are Free)
- 2012: Fragrant World (Mute)
- 2013: Good Evening Washington D.C., Live at 9.30. Club
- 2016: Amen & Goodbye (Mute)
- 2019: Erotic Reruns (Yeasayer Records)

### Singles
- 2007: Sunrise / 2080
- 2007: Wait for the Summer
- 2009: Ambling Alp
- 2010: O.N.E.
- 2013: Don’t come Close